# Viaduto de Millau
O Viaduto de Millau (em francês:  Viaduc de Millau) é uma grande ponte estaiada que facilita a travessia do vale do rio Tarn, próximo de Millau, no sudoeste da França. Projetada pelo arquiteto inglês Norman Foster e pelo engenheiro francês especializado em pontes Michel Virlogeux, tem 343 metros de altura. Foi inaugurada em 14 de dezembro de 2004 e aberta ao tráfego dois dias depois.

## Localização

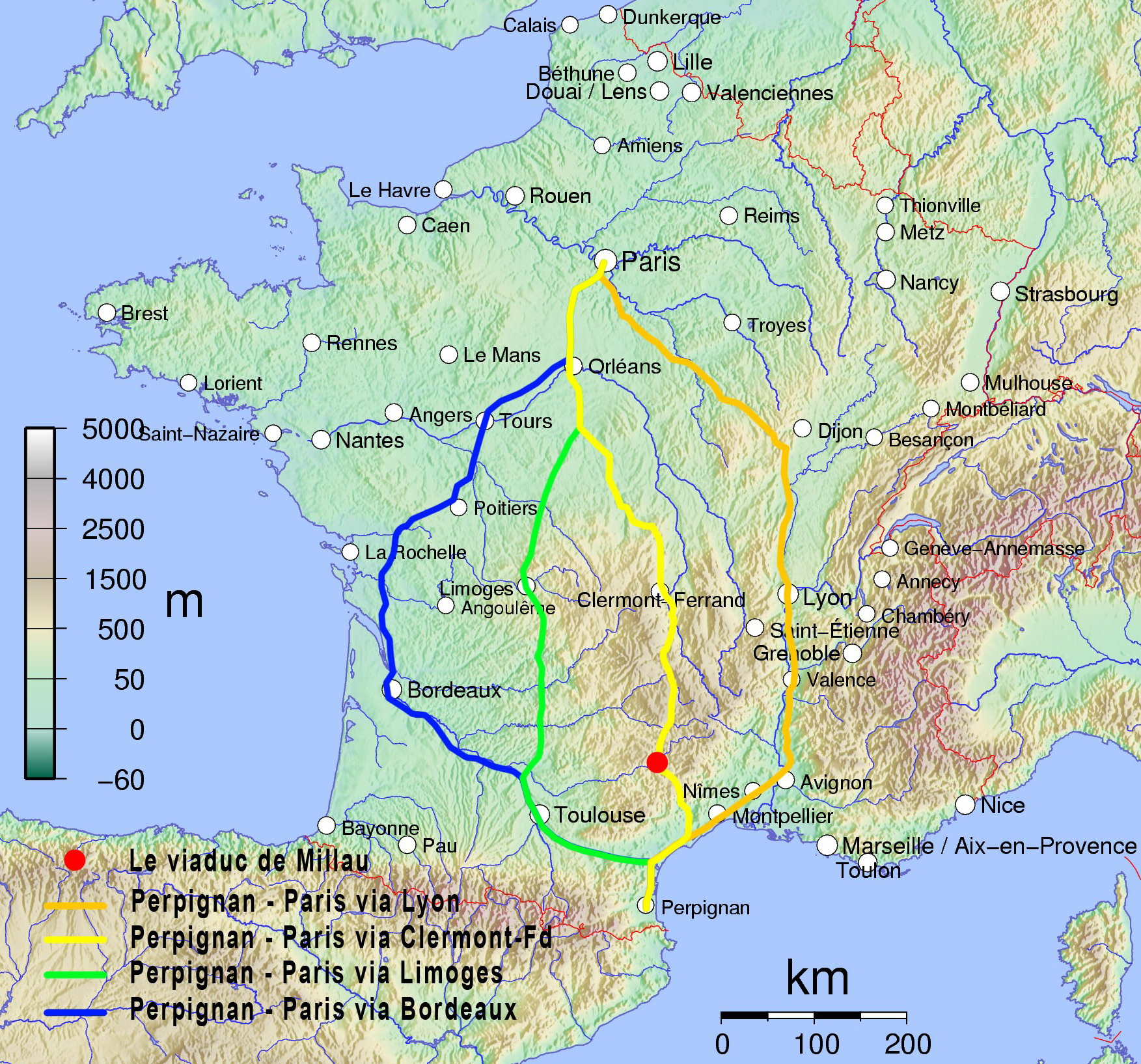
Localização do viaduto na França.

A ponte situa-se perto de Millau. Antes da sua construção, o tráfego de veículos entre Paris e Barcelona tinha de descer até o vale do rio Tarn, causando pesados congestionamentos, principalmente na época das férias de verão. A ponte agora atravessa o vale pelo ponto mais alto, formando a última ligação entre Clermont-Ferrand, a região do Languedoc e a Espanha, reduzindo consideravelmente o custo de transitar por esta rota. Muitos turistas indo para o sul da França e/ou Espanha seguem esta rota por ser direta e sem pedágio (portagem), exceto o da própria ponte.
O grupo Eiffage opera um pedágio na ponte, para se ressarcir dos custos da construção, segundo contrato com o governo, que dá a companhia direitos de portagem por 75 anos.

## Descrição
O viaduto Millau é formado por oito trechos construídos em aço, suportados por cabos estaiados escorados  em sete pilares de concreto (betão) armado. A pista pesa 36 000 toneladas, e tem 2 460m, com 32 m de largura por 4,2m de altura. Forma a maior pista suportada por cabos do mundo. Os seis vãos centrais medem 342 m cada e os outros dois, nas pontas, 204m cada. A pista de rolagem tem uma declividade de 3% do sul para o norte, com curvas suaves de 20 km de raio, o que dá aos motoristas excelente visibilidade. Comporta duas faixas de tráfego de cada lado.
Os pilares medem de 77 até 246 m, com a seção variando de um diâmetro de 24,5 m na base até 11m no alto. Cada um pesa 2 230 toneladas. Os pilares foram construídos primeiro, juntamente com pilares adicionais e temporários em aço, então as rampas deslizaram por eles a uma velocidade de 600 mm a cada quatro minutos, pela força de macacos hidráulicos guiados por GPS.

## Construção

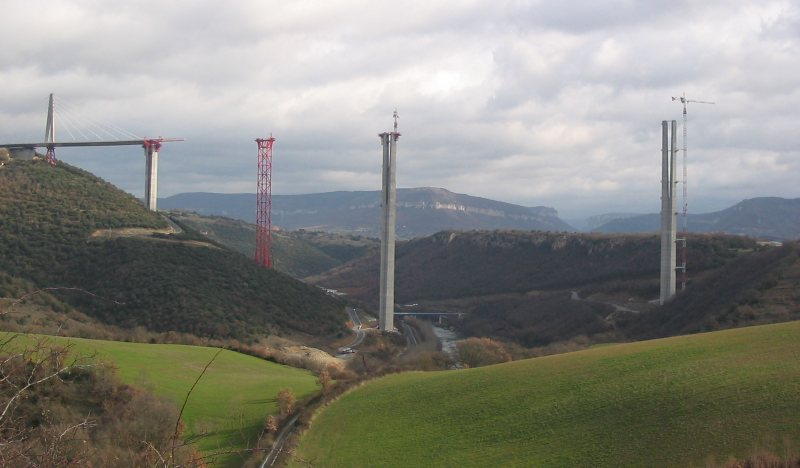
Os pilares do viaduto sendo construídos.

A construção começou em 10 de outubro de 2001, e estava planejada para durar três anos, mas as más condições  climáticas atrasaram a inauguração. O viaduto foi finalmente inaugurado pelo presidente Jacques Chirac em 14 de dezembro de 2004 e aberto ao tráfego dois dias depois.

### Estudos preliminares
Nos estudos iniciais se examinaram quatro opções:
- Atravessar Millau pelo leste, em duas largas pontes acima do Tarn e o Dourbie;
- Atravessar Millau pelo oeste, a 12 km de distância, sendo necessárias quatro pontes;
- Seguir o traçado da Route Nationale 9, provendo bom acesso a Millau, mas ao custo de dificuldades técnicas e intromissões na cidade; e finalmente:
- Atravessar o meio do vale.

A quarta opção foi escolhida pelo governo em 28 de junho de 1989. Existiam ainda duas opções, a alta e a baixa, esta consistido em construir uma ponte de 200 metros para cruzar o rio, então um viaduto e um túnel no lado do Lazac. Após longos estudos, esta opção foi abandonada por custar mais, interferir com a cidade e aumentar a distância.
Após a escolha do viaduto alto, cinco equipes de arquitetos e pesquisadores trabalharam na busca de uma solução técnica. O conceito da ponte deve-se ao projetista francês Michel Virlogeux. Os arquitetos foram a equipe da empresa Britânica Foster and Partners. Eles trabalharam com a empresa holandesa de engenharia ARCADIS, responsável pelo desenho técnico da ponte.

### Implementação
O piso da ponte foi construído no solo, no final do viaduto e deslocado lentamente de uma torre até a outra, com sete torres temporárias, em aço, provendo sustentação adicional. O movimento era monitorado por um sistema controlado por computador, que acionava atuadores hidráulicos que se moviam numa sequência pré-determinada em um intervalo de 600 mm a cada 4 minutos.

### Os construtores
Quatro consórcios competiram pelo contrato de construção da ponte:
- A empreiteira espanhola Dragados, com a sueca Skanska e a francesa BEC;
- A Societé du Viaduc de Millau, das empresas ASF, Egis, GTM, Bouygues Travaux Publics, SGE, CDC Projets, Tofinso (todas da França) e Autostrade (Itália);
- Generale Routiere, com GTI (França), Cintra, Necso, Acciona e Ferrovial Agroman (Espanha); e
- Os vencedores, liderados pelo Grupo Eiffage, produto da fusão dos grupos Fougerolles-SEA.

A empreita foi assumida por uma empresa chamada Companhia Eiffage do Viaduto de Millau. O consórcio é composto pela empresa Eiffage nas partes de concreto, a Companhia Eiffel para as partes de aço e a ENERPAC para os suportes hidráulicos.

### Custos e recursos
A construção da ponte consumiu mais de 394 milhões de euros, com uma praça de pedágio 6 km a norte adicionando mais 20 milhões. Os construtores, Eiffage, financiaram a construção, pela concessão do direito de recolher pedágio por 75 anos, até 2080. Entretanto se a concessão for muito rentável, o governo tem a opção de assumir a ponte em 2044.
A construção consumiu 127 000 m³ de concreto, 19 000 toneladas métricas de aço para a estrutura e mais 5 000 toneladas métricas  de aço pré-estirado para o estaiamento. Os construtores afirmam que a ponte tem uma vida útil estimada em 120 anos.

## Tráfego
O tráfego previsto no projeto era de 10 000 veículos por dia logo após a inauguração e de projetados 20 000 veículos em média diária no ano de 2010.
O tráfego real foi de 4 353 799 veículos em 2005, média diária de 11 928. Em 2006 foram 4 347 930, média diária de 11 912. Em 12 de agosto de 2006 registrou-se o recorde de 53 795 veículos que passaram sobre o viaduto. A quantidade é 8% maior que as previsões iniciais.